# Селлс, Томми
То́мми Линн Селлс (28 июня 1964 года — 3 апреля 2014 года) — американский преступник, предполагаемый серийный убийца. В 2014 году был казнён за убийство 13-летней Кейлин Харрис.

## Биография
Будучи совсем маленьким ребёнком, перенёс тяжёлую форму менингита. В детстве столкнулся с сексуальными домогательствами в свой адрес.
Путешествовал автостопом по США с 1978 по 1999 год. Сменил множество работ, в том числе работал парикмахером. Он много пил спиртных напитков, употреблял наркотики и несколько раз отсидел в тюрьме. В 2000 году он был снова арестован, на этот раз по обвинению в убийстве. В том же году он был приговорён к смертной казни. Его защитники неоднократно пытались обжаловать приговор. Последняя попытка отменить приговор была предпринята ими в последний раз за несколько часов до казни. Томми Селл признался в том, что совершил около 70 убийств, но это доказано не было. Предполагается, что на его счету как минимум 22 убийства (за некоторые из этих убийств в тюрьме отсидели невиновные люди).
3 апреля 2014 года Томми Линн Селлс был казнён путём смертельной инъекции.